# Janine Tischer
Janine Tischer (Meiningen, 19 maggio 1984) è una bobbista tedesca.

## Palmarès

### Mondiali
- 3 medaglie:
  - 2 argenti (bob a due a Sankt Moritz 2007; bob a due a Altenberg 2008);
  - 1 bronzo (bob a due a Lake Placid 2009).

### Europei
- 5 medaglie:
  - 2 ori (bob a due a Altenberg 2005; bob a due a Altenberg 2012);
  - 3 argenti (bob a due a Cortina 2007; bob a due a Cesana 2008; bob a due a Sankt Moritz 2009).

### Coppa del Mondo
- 31 podi (30 nel bob a due, 1 nelle gare a squadre):
  - 8 vittorie (7 nel bob a due, 1 nelle gare a squadre);
  - 16 secondi posti (tutti nel bob a due);
  - 7 terzi posti (tutti nel bob a due).

#### Coppa del Mondo - vittorie
| Data             | Luogo       | Paese       | Disciplina                                                                                                   |
| ---------------- | ----------- | ----------- | --- |
| 3 dicembre 2004  | Altenberg   | Germania    | bob a due con Cathleen Martini (pilota)                                                                      |
| 27 gennaio 2006  | Altenberg   | Germania    | bob a due con Cathleen Martini (pilota)                                                                      |
| 16 dicembre 2006 | Lake Placid | Stati Uniti | bob a due con Cathleen Martini (pilota)                                                                      |
| 1º febbraio 2008 | Königssee   | Germania    | bob a due con Cathleen Martini (pilota)                                                                      |
| 13 febbraio 2009 | Lake Placid | Stati Uniti | bob a due con Cathleen Martini (pilota)                                                                      |
| 17 novembre 2011 | Winterberg  | Germania    | bob a due con Cathleen Martini (pilota)                                                                      |
| 6 gennaio 2012   | Altenberg   | Germania    | bob a due con Cathleen Martini (pilota)                                                                      |
| 19 gennaio 2013  | Igls        | Austria     | gara a squadre con Sandra Kiriasis (pilota), Frank Rommel, Anja Huber, Francesco Friedrich e Thorsten Margis |